# Dom Naukowców Atomowych
Dom Naukowców Atomowych (ros. Дом Атомщиков), znany także jako: Titanic, Dom-Statek, Dom Kawalerów, Dom na Tulskiej, Poziomy Wieżowiec, (ros. Дом-корабль, Дом Холостяков, Дом на Тульской, Титаник, Лежачий небоскрёб) – brutalistyczny budynek mieszkalny, o długości 400 m i wysokości 50 m (16 kondygnacji), zbudowany w latach 1970-1986, położony przy ul. Bolszaja Tulskaja 2, w Dystrykcie Daniłowskim w Moskwie. Zaprojektowany przez Władimira Babada wraz z zespołem w składzie: Vsevolod Voskresensky, L.V. Smirnova, V.S. Baramidze. Jest budynkiem pełniącym rolę punktu orientacyjnego w Moskwie.
Vladimir Badad był absolwentem Moskiewskiego Instytutu Architektury, następnie swoją karierę rozwijał w pracowni Mosprojekt, która opracowywała podmiejskie dzielnice Moskwy. Ten konkretny budynek był realizacją eksperymentalną, wybudowaną przez Ministerstwo Średniego Przemysłu Maszynowego ZSRR, które nadzorowało przemysł atomowy w ZSRR, w tym produkcję głowic jądrowych, stąd też przydomek obiektu „Dom Naukowców Atomowych”. 
Obiekt w momencie budowy był niemal biały. Posiada 9 wejść i 980 mieszkań, trzy kondygnacje zajmują lokale handlowo-usługowe, a 2 najwyższe obejmują pomieszczenia techniczne. Budynek posiada liczne kawalerki, które przydzielono kawalerom, stąd też jedna z jego potocznych nazw „Dom kawalerów”. Do budowy budynku użyto kamienia, żelazobetonu oaz cegieł. W celu poprawy stabilności sejsmicznej w budynku, ściany obiektu są nachylone pod kątem 87° i 93° pomimo faktu, iż trzęsienia ziemi w Moskwe nie stanowią powszechnego zjawiska i realnego zagrożenia. W trakcie blisko 20 lat budowy obiektu, stał się on, ze względu na liczne zmiany koncepcji, dość skomplikowany. Niektóre mieszkania posiadają wspólne źródło dostępu do wody. W budynku są również nieużywane pomieszczenia z oknami, do których nie ma wejścia z innych mieszkań, przestrzeni publicznych i korytarzy. 2 najwyższe piętra zaplanowano jako dwupoziomowe mieszkania o powierzchni do 200 m², lecz władze zażądały ich wyburzenia ze względu na duży rozmiar i sprzeczność z ideą mieszkań socjalnych. Ostatecznie przekształcono je w piętra techniczne.